# Дацит
Дацитът е вид магмена, ефузивна скала.
Името на скалата идва от римската провинция Дакия, между Карпатите и Дунав, в съвременна Румъния, където е описана за първи път.
Представлява ефузивна кисела скала. Цветът ѝ е сив, кафеникав или червеникав. Съставен е от тънкозърнеста, микролитова или стъкловидна основна маса и порфирни включения от плагиоклаз, кварц, биотит, пироксен и др. Разпространен е в областите на древен вулканизъм – Румъния, Гърция, Испания, Шотландия, Нова Зеландия, западните части на Северна Америка и др.
Средният им химически състав е: SiO2 65 – 68 %, TiO2 0,5 – 0,8 %, Al2O3 13 – 16 %, Fe2O3 1 – 2,5 %, FeO 0,5 – 4 %, MgO 0,5 – 3 %, CaO 2 – 4 %, Na2O 2 – 4 %, K2O 1 – 3,5 %.
Често се асоциира с андезит и трахит. Образуват лавови потоци и дайки, а понякога – масивни интрузии в центъра на вулкана.